# Percnia subfumida
Percnia subfumida är en fjärilsart som beskrevs av W. Warren 1894. Percnia subfumida ingår i släktet Percnia och familjen mätare. Inga underarter finns listade i Catalogue of Life.